# 施吕希滕
施吕希滕（德語：Schlüchtern，發音：[ˈʃlʏçtɐn] ⓘ）是德国黑森州达姆施塔特行政区美因-金齐希县的城市，面积113.3平方千米，2023年12月31日人口为16,126人。